# Cubotinea orghidani
Cubotinea orghidani är en fjärilsart som beskrevs av Josif Capuse och Georgescu 1977. Cubotinea orghidani ingår i släktet Cubotinea och familjen äkta malar.
Artens utbredningsområde är Kuba. Inga underarter finns listade i Catalogue of Life.